# سمفونی حمید
سمفونی حمید مستندی است به کارگردانی و نویسندگی جعفر صادقی دربارهٔ زندگی شخصی و ورزشی حمید علیدوستی، ستاره فوتبال ایران در دهه ۱۳۶۰ است. این مستند با حضور افرادی همچون ترانه علیدوستی، پیمان معادی، عادل فردوسی‌پور، پژمان جمشیدی، علی پروین و چندین چهره سرشناس دیگر در مدت ۳ سال تولید شد.

## اکران
مستند سمفونی حمید که یکی از پرستاره‌ترین مستندهای تاریخ سینمای ایران محسوب می‌شود برای اولین بار در جشنواره سینما حقیقت سال ۱۴۰۰ بعنوان فیلم افتتاحیه جشنواره به نمایش درآمد که در طول این جشنواره مورد استقبال خوبی از سوی منتقدین و بینندگان در طول برگزاری آن قرار گرفت، و پس از آن در سینماهای گروه هنر و تجربه ایران از بهمن ۱۴۰۰ تا خرداد ۱۴۰۱ با حضور چهره‌هایی چون: ترانه علیدوستی، مجتبی جباری، حسین فرکی، هادی نراقی، وحید هاشمیان، عادل فردوسی پور، فرشاد پیوس، علی پروین، مجید نامجو مطلق، حمید استیلی، حمید درخشان، بهتاش فریبا، رضا رجبی، امیر حاج رضایی، حامد سهراب نژاد و بسیاری دیگر از چهره‌های سرشناس سینما و ورزش ایران در مدت حدود ۳ ماه در سینماهای کشور اکران شد و توانست بازخوردهای خوبی را از منتقدین دریافت کند.

## داستان فیلم
این فیلم به زندگی شخصی و ورزشی حمید علیدوستی می‌پردازد و با نگاهی شاعرانه و در حین حال با اتکا بر آرشیو غنی ساخته شده‌است. کارگردان فیلم با استفاده از نریشنی خوب، جهانی بر پایه روایتی شیرین فیلمی از ستاره ای که کمتر از آن شنیده می‌شود را ساخته‌است. در یادداشت کارگردان فیلم، جعفر صادقی دربارهٔ این مستند آمده‌است: سمفونی حمید روایتی است از زندگی حمید علیدوستی ستاره اسبق فوتبال ایران. ستاره‌ای که از دل سال‌های پررنج تصویری درخشان از خود برجای گذاشته، از سال‌هایی که نام حمید علیدوستی بر سردر فوتبال ایران می‌درخشید آنقدر گذشته‌است که نسل امروز در بین اخبار زرد رسانه‌ها نامی از ستارهٔ فرهیخته هُما نمی‌شنود، مردی که تنها زندگی می‌کند ولی غصه‌دار از کنار ماندن از بزم فوتبال امروز نیست، چرا که به انتخاب خویش زندگی در محیطی پالوده را برگزیده؛ خرسند از گذران عمر در میان علایقش کتاب، موسیقی و سینماست و فوتبال را از روی عشقی که به قلبش گره خورده دنبال می‌کند. سوار بر بال‌های هُما، افتخارات و تلاش‌های مردی را نظاره می‌کنیم که از فوتبال تصویری به قامت مدرسه زندگی در ذهن خود دارد. «سمفونی حمید» دور از هیاهو شما را به تماشای زندگی دعوت می‌کند. به شنیدن، به تفکر …

## جوایز
سمفونی حمید در جشنواره بین‌المللی فیلم‌های ورزشی که با حضور۵۳۰ اثر از ۷۰ کشور در تهران برگزار شد، در ۳ بخش بهترین فیلم مستند، بهترین پژوهش و بهترین کارگردانی نامزد کسب عنوان برترین فیلم شد، و جایزه بهترین کارگردانی فیلم مستند بلند به جعفر صادقی کارگردان مستند سمفونی حمید رسید.
سمفونی حمید در جشنواره بین‌المللی میلان ایتالیا که با حضور فیلمهایی به نمایندگی از ۱۲۰ کشور برگزار شد جایزه بهترین فیلم مستند را برای کارگردانی جعفر صادقی دریافت کرد.
سمفونی حمید در بیست و دومین دوره از جشن حافظ نامزد کسب عنوان بهترین مستند سال ایران شد .

## جشنواره ها
| نام جشنواره         | مکان برگزاری        | سال برگزاری | نتیجه | توضیح جایزه                                             |
| بین المللی میلان    | میلان ، ایتالیا     | ۱۴۰۱        | برنده | بهترین فیلم مستند بلند جشنواره میلان ایتالیا ۲۰۲۲       |
| بین المللی تهران    | ایران               | ۱۴۰۱        | برنده | بهترین کارگردانی مستند جشنواره فیلمهای ورزشی تهران ۱۴۰۱ |
| مهر سینمای ایران    | ایران               | ۱۴۰۱        | برنده | بهترین مستند جشن مهر سینمای گلستان ایران ۱۴۰۱           |
| جشن حافظ            | ایران               | ۱۴۰۱        | نامزد | عنوان بهترین مستند سال ایران در جشن حافظ ۱۴۰۲           |
| فیلمهای ورزشی تهران | ایران               | ۱۴۰۱        | نامزد | بهترین فیلم مستند بلند جشنواره فیلمهای ورزشی تهران ۱۴۰۱ |
| فیلمهای ورزشی تهران | ایران               | ۱۴۰۱        | نامزد | بهترین پژوهش مستند جشنواره فیلمهای ورزشی تهران ۱۴۰۱     |
| بین المللی اسلوونی  | لیوبلیانا ، اسلوونی | ۲۰۲۴        | نامزد | جشنواره بین المللی فیلم های ورزشی اسلوونی ۲۰۲۴          |
| سینما حقیقت         | ایران               | ۱۴۰۰        | منتخب | جشنواره فیلم مستند سینما حقیقت ایران ۱۴۰۰               |
| بین المللی فرانسه   | نیس ، فرانسه        | ۲۰۲۴        | منتخب | جشنواره بین المللی فیلم نیس فرانسه ۲۰۲۴                 |